# Vốn sản xuất
Vốn sản xuất là giá trị của những tài sản được sử dụng làm phương tiện trực tiếp phục vụ cho quá trình sản xuất và dịch vụ, bao gồm vốn cố định và vốn lưu động.

## Vốn đầu tư sản xuất
Vốn đầu tư sản xuất là toàn bộ các khoản chi phí nhằm duy trì hoặc gia tăng mức vốn sản xuất. Vốn đầu tư sản xuất được chia thành vốn đầu tư vào tài sản cố định và vốn đầu tư vào tài sản lưu động. Đến lượt mình, vốn đầu tư vào tài sản cố định lại chia thành vốn đầu tư cơ bản và vốn đầu tư sửa chữa lớn. Vốn đầu tư cơ bản làm tăng khối lượng thực thể của tài sản cố định, bảo đảm bù đắp số tài sản cố định bị hao mòn và tăng thêm phần xây lắp dở dang. Còn vốn sửa chữa lớn không làm tăng khối lượng thực thể của tài sản, do đó nó không có trong thành phần của vốn đầu tư cơ bản. Nhưng vai trò của vốn sửa chữa lớn tài sản cố định cũng giống như vai trò kinh tế của vốn đầu tư cơ bản và nhằm đảm bảo thay thế tài sản bị hư hỏng.
Như vậy, hoạt động đầu tư cho sản xuất là việc sử dụng vốn đầu tư để phục hồi năng lực sản xuất cũ và tạo thêm năng lực sản xuất mới, nói cách khác, đó là quá trình thực hiện tái sản xuất các loại tài sản sản xuất. Hoạt động đầu tư là hết sức cần thiết, xuất phát từ 3 lý do :
- Thứ nhất là : do đặc điểm của việc sử dụng tài sản cố định tham gia nhiều lần vào quá trình sản xuất, giá trị bị giảm dần và chuyển dần từng phần vào trong giá trị sản phẩm. Trái lại đối với tài sản lưu động lại tham gia một lần vào quá trình sản xuất và chuyển toàn bộ giá trị vào trong giá trị sản phẩm. Vì vậy, phải tiến hành đầu tư để bù đắp giá trị tài sản cố định bị hao mòn và duy trì dự trữ nguyên vật liệu cho quá trình sản xuất tiếp theo. Nói cách khác, đầu tư nhằm thực hiện tái sản xuất giản đơn tài sản sản xuất.
- Thứ hai là : nhu cầu quy mô sản xuất xã hội ngày càng mở rộng đòi hỏi phải tiến hành đầu tư nhằm tăng thêm tài sản cố định mới và tăng thêm dự trữ tài sản lưu động. Tức là : thực hiện tái sản xuất mở rộng tài sản sản xuất.
- Thứ ba là : trong thời đại của tiến bộ công nghệ diễn ra rất mạnh mẽ, nhiều máy móc, thiết bị...nhanh chóng bị rơi vào trạng thái lạc hậu công nghệ. Do đó, phải tiến hành đầu tư mới, nhằm thay thế các tài sản sản xuất đã bị hao mòn vô hình.
Tái sản xuất tài sản cố định được xem là một hoạt động hết sức quan trọng, có tính chất lâu dài và có những mối quan hệ ổn định, ảnh hưởng đến tất cả các ngành, các khâu và các yếu tố trong nền kinh tế. Tái sản xuất tài sản cố định và năng lực sản xuất mới, bao gồm ba giai đoạn của một quá trình đầu tư thống nhất: Giai đoạn một – hình thành nguồn, khối lượng và cơ cấu vốn đầu tư cơ bản; Giai đoạn hai – ''Giai đoạn chín muồi" của vốn đầu tư cơ bản và biến vốn đó thành việc đưa tài sản cố định ba năng lực sản xuất mới vào hoạt động; Giai đoạn ba – hoạt động của tài sản cố định và năng lực sản xuất mới trong thời hạn phục vụ của chúng.
Hoạt động đầu tư thường được tiến hành dưới hai hình thức đầu tư trực tiếp và đầu tư gián tiếp.
Đầu tư trực tiếp là hoạt động đầu tư mà người có vốn tham gia trực tiếp vào quá trình hoạt động và quản lý đầu tư, họ biết được mục tiêu đầu tư cũng như phương thức hoạt động của các loại vốn mà họ bỏ ra. Hoạt động đầu tư này có thể được thực hiện dưới các dạng: hợp đồng, liên doanh, công ty cổ phần, công ty trách nhiệm hữu hạn...
Đầu tư gián tiếp là hình thức bỏ vốn vào hoạt động kinh tế nhằm đem lại hiệu quả cho bản thân người có vốn cũng như cho xã hội, những người có vốn không trực tiếp thường được thực hiện dưới dạng: cổ phiếu, tín phiếu...Hình thức đầu tư này thường ít gặp rủi ro hơn so với đầu tư trực tiếp.